# Литвинизация
Литвинизация (иногда Литуанизация) — это процесс освоения нелитовскими народами литовской культуры и языка.

## История

### Средние века
Большая часть Великого княжества Литовского была восточнославянской, и ввиду религиозной, языковой и культурной развитости восточнославянских земель, славянизация балтских племён имела широкий масштаб. Кроме того, после завершения расширения Великого княжества Литовского, в балтские земли славянские князья приносили славянский язык и культуру. Даже если на балтских землях наместниками назначались Гедиминовичи, то они перенимали славянские обычаи и принимали православное христианство, сливаясь с литвинской знатью. В результате слияния двух культур большая часть высшего класса «русинов» объединилась с литовской знатью и стали называть себя «литвинами», сохранив западнорусский язык. В результате этих процессов литовской знатью стали, в основном, «русины», в то время как дворянство в этнической Жемайтии продолжало пользоваться родным жемайтским языком.
Западнорусский язык, приобрёл статус главного канцелярского языка в местных делах и отношениях с другими православными княжествами, латинский язык использовался в отношениях с Западной Европой.

### Межвоенные годы
Ярким примером литвинизации в XIX веке было смешение евреев, на тот момент самой крупной этнической группой среди мещан в крупных городах Литвы, с этническими жемайтами из сельской местности. Такой процесс литвинизации был, в основном, демографическим и не носил системного характера.
С появлением государственности Литвы проводилась кампания с целью культурной и языковой ассимиляции других этнических групп Литвы, в основном поляков и немцев. Литовская Тариба приняла резолюцию на Вильнюсской конференции в 1917 году, в которой провозглашалось право национальных меньшинств на свободу удовлетворения культурных потребностей. После Первой мировой войны в составе Государственного Совета Литвы, законодательного органа власти, было увеличено количество еврейских и белорусских представителей. Были созданы министерства еврейских и белорусских дел; однако после выступления генерала Желиговского Срединная Литва была оторвана от нового государства, и крупные общины белорусов, евреев и поляков оказались за пределами Литвы. Поэтому министерства были ликвидированы. В 1920 году еврейская община получила национально-культурную автономию; однако отчасти из-за внутренней борьбы между сторонниками иврита и идиша проект был прекращён в 1924 году. После этого в национальной политике был провозглашён лозунг «Литва для литовцев», и евреи оказались более изолированными и отчужденными. В 1919 году насчитывалось 49 еврейских школ, в 1923 — 107, в 1928 — 144. В 1931 году количество школ сократилось до 115, и эта цифра оставалась стабильной до 1940 года.
После получения независимости в Литве усиливались националистические настроения. Государство стремилось увеличить использование литовского языка в общественной жизни. Среди мер, принимаемых правительством Литвы, была принудительная литвинизация нелитовских имён.

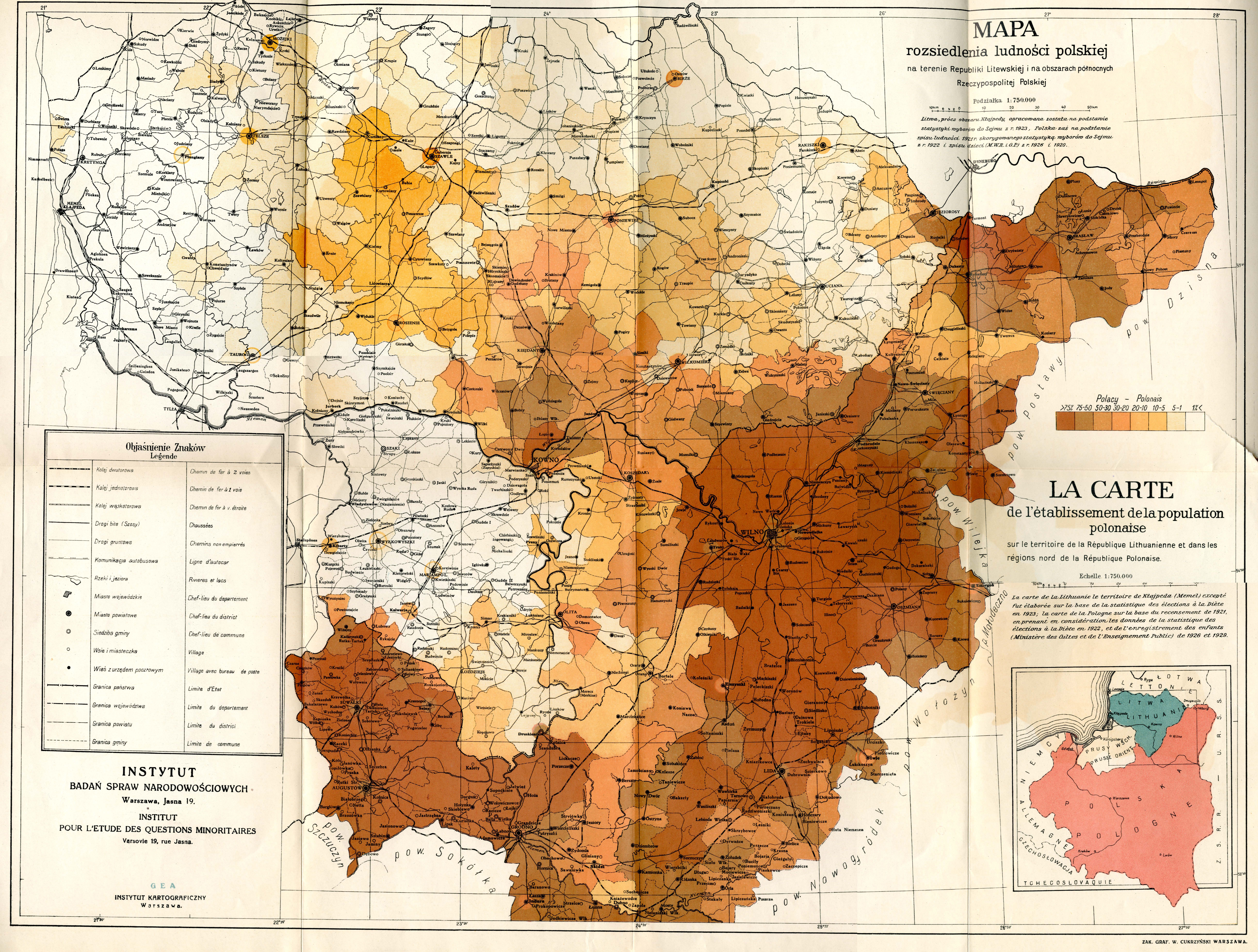
Доля польского населения в Литве по состоянию на 1929 год

В начале 1920 года в Литве насчитывалось 20 польских школ. Их число увеличилось до 30 в 1923 году, но затем упало до 24 в 1926 году. Основной причиной снижения стала политика литовских христианских демократов по переводу в литовские школы учеников, чьи родители имели национальность «литовцы» в паспорте. После того как партия ослабила контроль, число польских школ выросло до 91. Вскоре после государственного переворота 1926 года, приведшего к власти националистов во главе с Антанасом Сметоной было решено запретить литовцам учиться в польских школах. Дети из смешанных семей теперь должны были ходить в литовские школы. Многие поляки в Литве в паспортах были записаны как литовцы, поэтому они были вынуждены учиться в литовских школах. В итоге с тех пор число школ на польском языке постепенно снизилось до 9 к 1940 году. В 1936 году был принят новый закон, который позволял обучение в польской школе, только если оба родители были поляками. Ввиду этого были открыты частные польские школы, которых насчитывалось в 1935 году более 40. В основном они спонсировались компанией «Pochodnia». Подобная ситуация сложилась и с немецкими школами в Клайпедском регионе.
Отношение литовцев к этническим полякам было как к единокровным литовцам, чьи предки подверглись полонизации, и которые должны были снова вернуться к своей «подлинной идентичности». Важным фактором были также напряжённые отношения между Литвой и Польшей из-за аннексированного Польшей Вильнюсского края, и культурных и образовательных ограничений, которым там подвергались литовцы. Например, в 1927 году в Польше были закрыты 47 литовских школ, а председатель литовского объединения «Ритас», аналогичного польскому объединению в Литве «Pochodnia», и 15 преподавателей подверглись аресту.
В то время как в Конституции Литовской Республики гарантировались равные права всем конфессиям, однако литовское государство постановило передать католической церкви те православные храмы, которые ранее были католическими. На деле в католические церкви были преобразованы также и 17 православных храмов, никогда прежде не принадлежавших католикам. 13 православных церквей было разрушено. Все это сопровождалось выражениями гнева против православных в прессе и на собраниях. Были сделаны попытки наладить отношения путём религиозной унии. Объектом дискриминации оказались также поляки. Антипольские настроения, возникшие в годы литовского национального возрождения, усиливались. Националистически настроенные священники, так называемые «литвоманы», настаивали на замене везде литовским языком польского, который использовался в богослужении во многих местах на протяжении веков. Антипольская пропаганда велась при поддержке государства. Появилось множество карикатур на поляков, где они выставлялись бродягами или преступниками.

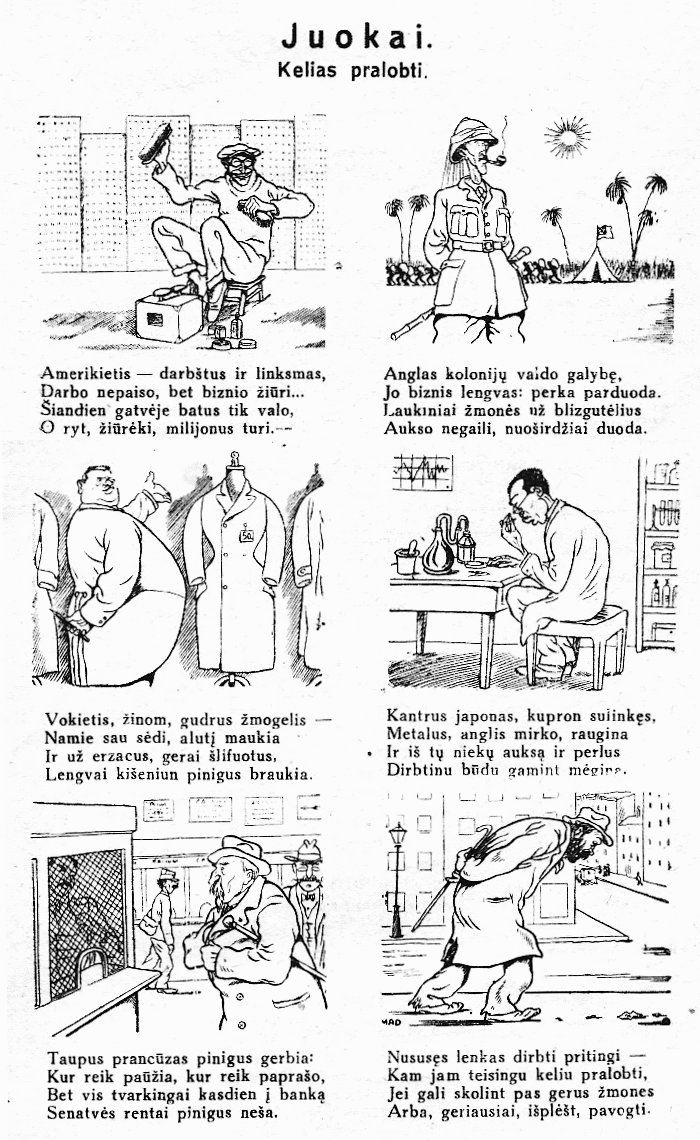
Карикатура из журнала союза стрелков Литвы «Trimitas», 1925 г.: поляк-бродяга в правом нижнем углу. На остальных карикатурах американец, англичанин, немец, японец и француз

### Литвинизация Виленского края
10 октября 1939 году в Москве был подписан Договор о передаче Литовской республике города Вильно и Виленской области и о взаимопомощи между Советским Союзом и Литвой. Немедленная литуанизация университета нанесла краёвцам катастрофический удар. Почти все профессора и студенты Вильнюсского Университета отказались в нём работать. Ученики гимназий бойкотировали уроки и хохотали, когда им говорили, что они на самом деле литовцы, только «забывшие родной язык».

## Современная ситуация
В современной Литве, независимой после распада Советского Союза, литвинизация не является официальной государственной политикой, но ультраправые группы пытаются её навязать, такие как «Вильния», чьи действия приводят к напряженности в польско-литовских отношениях.
Государство устанавливает литовскую форму имён людей и требует удаления польских уличных указателей. Часть литовского общества противится установлению вывесок на польском и русском языках в местах компактного проживания национальных меньшинств.